# Santo Antão
Santo Antão (portugalsky svatý Antonín) je s rozlohou 779 km² druhý největší ostrov souostroví Kapverdy v Atlantiku, přičemž z návětrných ostrovů je největší. 
Žije zde necelých 50 tisíc obyvatel. Santo Antão je nejzelenější a nejhornatější ostrov Kapverd. Nejvyšší hora má nadmořskou výšku 1979 metrů. 
Pěstují se zde cukrová třtina, maniok, papája, banány, mango či kukuřice. Významný je také rybolov a výroba bílého třtinového rumu Grogue. 

## Geografie
Ostrov Santo Antão je vulkanického původu. Leží nejseverněji a nejzápadněji ze všech ostrovů Kapverd. Od východněji ležícího ostrova São Vicente jej odděluje asi 16 klimoetrů široký průliv Canal de São Vicente. Nejvyšším bodem ostrova je Topo da Coroa s výškou 1979 m n. m. Druhým nejvyšším je Pico da Cruz. Na ostrově se nachází letiště (momentálně zavřené) Agostinho Neto Airport, ležící poblíž města Ponta do Sol. Hlavní město se jmenuje Ribeira Grande.